# II dynastia
II dynastia tynicka – dynastia władców starożytnego Egiptu panująca w latach:
- 2925–2700 p.n.e. (Grimal)
- 2853–2707 p.n.e. (Kwiatkowski)
- 2850–2740 p.n.e. (Schneider)
- 2890–2686 p.n.e. (Lipińska)
- 2770–2649 p.n.e. (Tiradritti, De Luca)

Poniższą kolejność władców podano za Kwiatkowskim (patrz:bibliografia).
| Okres wczesnodynastyczny – II dynastia tynicka |                       |                         |              |            |
| Władca                                         | Lata panowania p.n.e. | Horus                   | Nomen        | Żony       |
| Hetepsechemui                                  | 2853–2825             | Hetepsechemui           | ?            | ?          |
| Reneb                                          | 2825–2810             | Reneb (Nebre)           | Kakau        | ?          |
| Nineczer                                       | 2810–2767             | Nineczer                | Baneczeru    | ?          |
| Uneg                                           | 2767–2760             | Uneg                    | ?            | ?          |
| Peribsen                                       | 2760–2749             | Peribsen                | ?            | ?          |
| Sechemib                                       | 2749–2749             | Sechemib                | Senedż       | ?          |
| Neferkare                                      | 2749–2744             | ?                       | Neferkare    | ?          |
| Neferkasokar                                   | 2744–2736             | ?                       | Neferkasokar | ?          |
| Hudżefa I                                      | 2736–2734             | ?                       | ?            | ?          |
| Chasechem / Chasechemui                        | 2734–2707             | Chasechem / Chasechemui | ?            | Nimaatapis |

Inne chronologie panowania władców tej dynastii:
- Hetepsechemui, Reneb, Nineczer, Uneg, Senedż, Peribsen,  Chasechem / Chasechemui (Grimal)
- Hetepsechemui, Reneb, Nineczer, Uneg, Senedż, Sechemib, Peribsen, Neferkare, Neferkasokar, „Hudżefa” I,  Chasechem / Chasechemui (Schneider)
- Hetepsechemui, Reneb, Nineczer, Peribsen,  Chasechem / Chasechemui (Tiradritti, De Luca)